# 克里肯巴赫
克里肯巴赫是德国莱茵兰-普法尔茨州的一个市镇。总面积10.02平方公里，总人口1157人，其中男性563人，女性594人（2011年12月31日），人口密度115人/平方公里。